# 吉索尼
吉索尼（法語：Ghisoni，法語發音：[ɡizoni]）是法国上科西嘉省的一个市镇，属于科尔泰区。

## 地理
吉索尼（42°6'12"N, 9°12'40"E）面积124.6 平方千米，位于法国上科西嘉省，该省份位于科西嘉北部，后者为地中海西部的一座岛屿，也是法国的一个单一领土集体，位于法国大陆部分的东南面，意大利半島的西面，最临近的地块是撒丁岛。
与吉索尼接壤的市镇（或旧市镇、城区）包括：巴斯泰利卡、博科尼亚诺、帕爾內卡、吉索纳恰、彼得罗索、维瓦里奥。
吉索尼的时区为UTC+01:00、UTC+02:00（夏令时）。

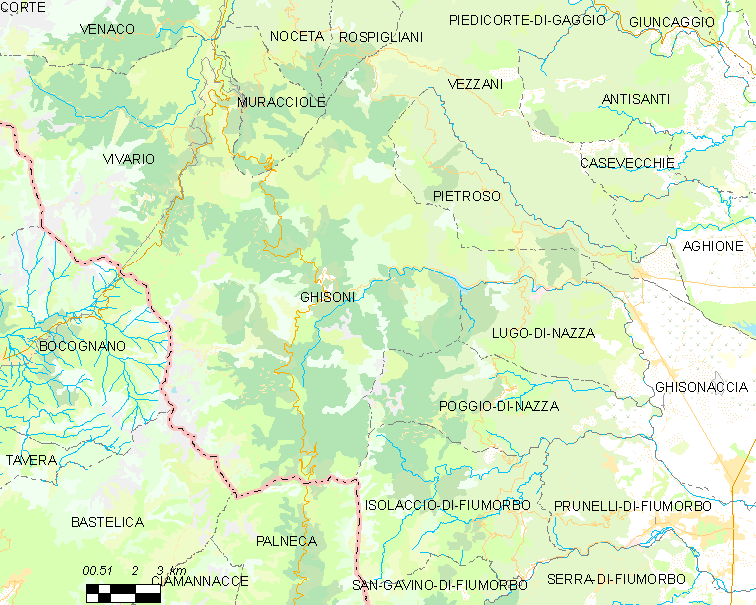
吉索尼的OSM定位图

## 行政
吉索尼的邮政编码为20227，INSEE市镇编码为2B124。

## 政治
吉索尼所属的省级选区为菲尤莫博-卡斯泰洛县。

## 人口

1962-2008年间吉索尼人口变化图示

吉索尼于2022年1月1日时的人口数量为194人。